# Muzeum Powstania Poznańskiego – Czerwiec 1956
Muzeum Powstania Poznańskiego – Czerwiec 1956 – muzeum historyczne, zlokalizowane w Poznaniu, w Zamku Cesarskim, od strony ulicy Święty Marcin, oddział Wielkopolskiego Muzeum Niepodległości.

## Charakterystyka
Powstało w czerwcu 2002. Gromadzi zbiory dotyczące samego Poznańskiego Czerwca oraz działalności opozycyjnej wobec wszystkich rządów PRL z całości trwania okresu. Placówka gromadzi też źródła historyczne związane z opozycją antykomunistyczną, głównie z terenu Wielkopolski. Muzeum posiada m.in. bibliotekę, zawierająca prasę, druki i książki tzw. drugiego obiegu. Ekspozycja zorganizowana jest w sposób multimedialny. Zainscenizowano tu np.:
- mieszkanie przeciętnej poznańskiej rodziny z lat 50. XX wieku,
- ulicę wolności ze zdjęciami z powstańczego zrywu,
- pokój przesłuchań w komendzie UB,
- trybunę przemówień partyjnych.

Jako oddział Wielkopolskiego Muzeum Niepodległości jest wpisane do wykazu muzeów, prowadzonego przez ministra właściwego do spraw kultury i ochrony dziedzictwa narodowego, zgodnie z art. 5b ustawy z dnia 21 listopada 1996 r. o muzeach.

## Galeria

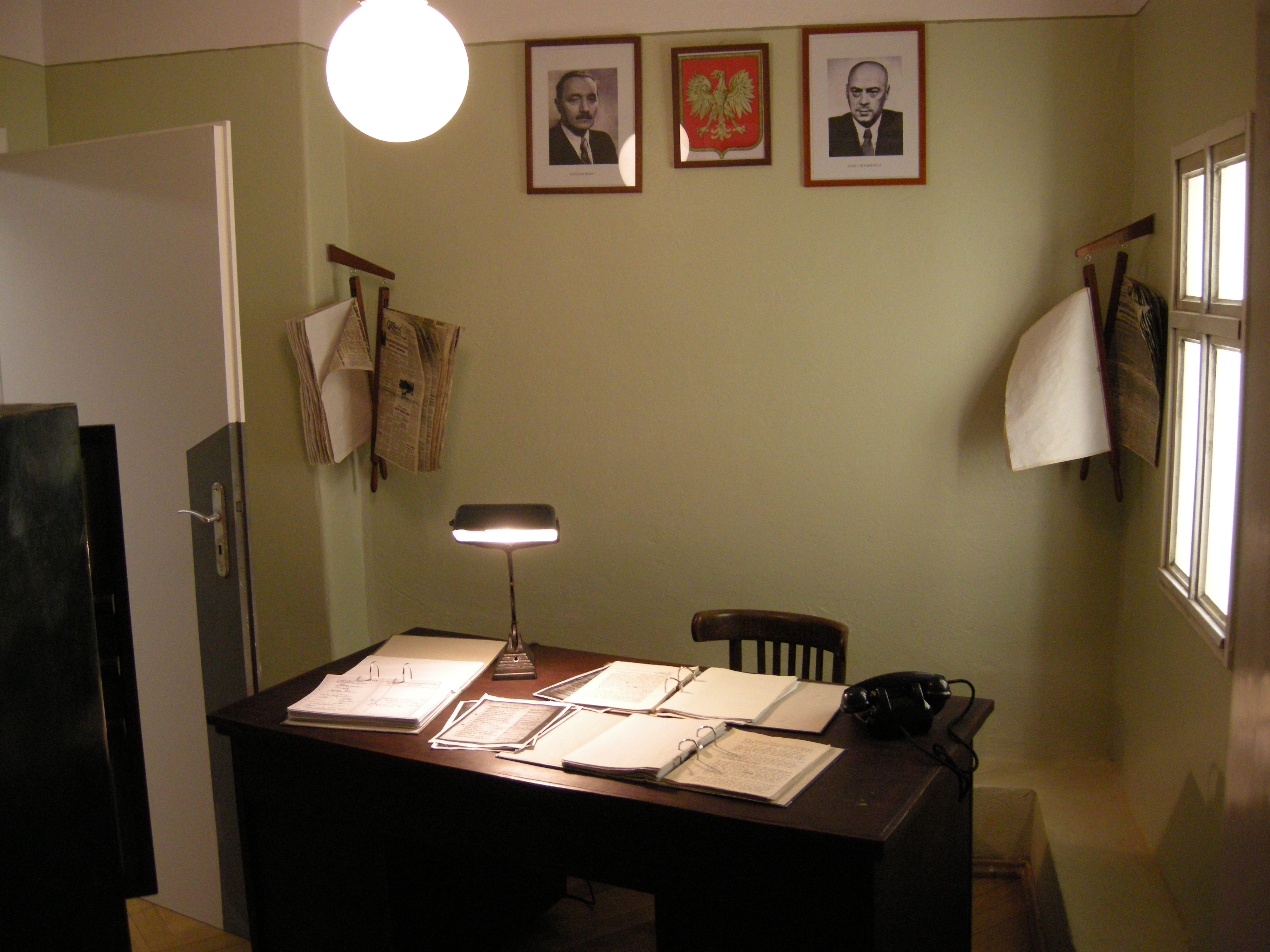
Fragment ekspozycji
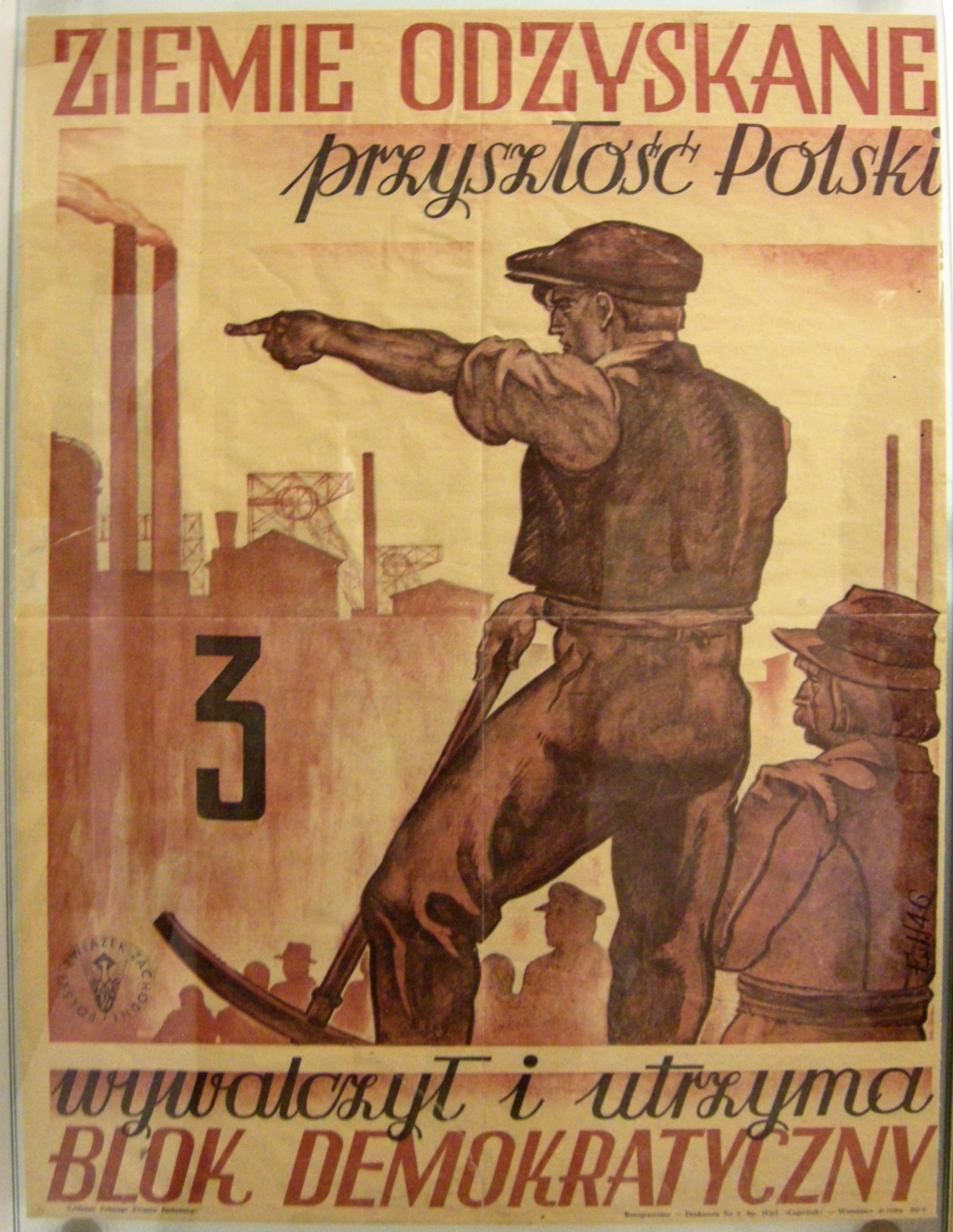
Plakat na wystawie
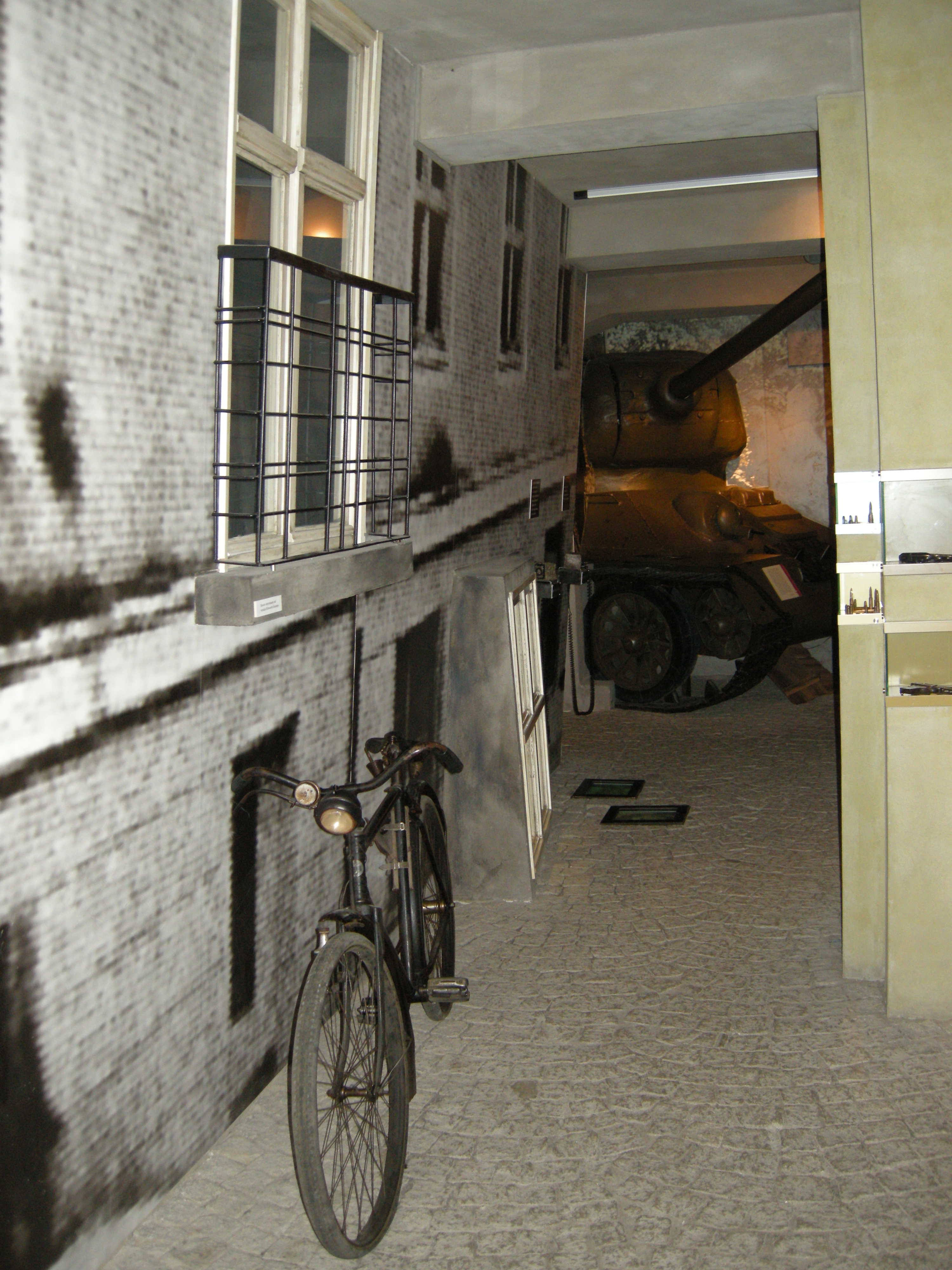
Fragment rekonstrukcji